# Людвиг, Петер
Петер Людвиг (нем. Peter Ludwig; 9 июля 1925, Кобленц, Германия — 22 июля 1996, Ахен, Германия) — немецкий промышленник, меценат, крупнейший коллекционер произведений античности и христианского средневековья, искусства доколумбовой Америки, Африки, Индии, Китая, эпохи барокко и рококо, искусства XX века, крупнейший частный коллекционер Пикассо. Почётный доктор Базельского и Лейпцигского университетов, член академий художеств Софии и Будапешта, кавалер ордена ГДР «Звезда дружбы народов», почётный гражданин города Кёльна (1975).

## Биография
Петер Людвиг был одним из символов послевоенного возрождения Германии. В 1951 году он возглавил семейный кондитерский бизнес и вскоре сказочно разбогател и прославился. Заработанные средства Петер Людвиг всю свою жизнь тратил на приобретение произведений искусства.
В 1957 году Людвиг начал сотрудничество с кёльнским Музеем Шнютгена и ахенским Музеем Зюрмондта, стал председателем союза музеев Ахена. В 1969 году Людвига избрали в попечительский совет Музея Вальрафа-Рихарца в Кёльне, а в 1976 году он стал членом правления этого музея.
В этом же году Петер и Ирена Людвиг подарили городу Кёльну около 300 произведений современного искусства (в том числе русского авангарда), и эта коллекция легла в основу первого музея Людвига.
В 1977 году открылся Музей Зюрмондта-Людвига в Ахене.
В Кёльне по проекту О. Унгерса был построен Музей Людвига.
В последующие годы в Германии появились Институт искусств Людвига в Оберхаузене (1983), Дом искусства Людвига в Зарлуи (1989), Форум Людвига в Ахене (1991) и Музей Людвига в Кобленце (1992).
В начале 1990-х гг. Ирена и Петер Людвиг подарили часть своей коллекции нескольким восточноевропейским странам. На их базе образовались несколько постоянных экспозиций и музеев. Наиболее известен из них Будапештский музей Людвига. Часть своей коллекции П. Людвиг в 1995 году передал в дар Русскому музею. Таким образом был основан «музей в музее» — Музей Людвига в Русском музее.

## Музеи Людвига
- Музей Людвига в Кёльне
- Музей Людвига в Вене
- Музей Людвига в Будапеште
- Музей Людвига в Зарлуи
- Музей Людвига в Кобленце
- Музей Людвига в Оберхаузене
- Музей Людвига в Ахене
- Музей Зюрмондта и Людвига в Аахене
- Музей Людвига в Пекине
- Музей Людвига в Санкт-Петербурге
- Музей Людвига на Кубе
- Коллекция Людвига в Бамберге